# 血管性認知症
血管性認知症（けっかんせいにんちしょう、英: Vascular dementia, VaD）は、脳梗塞や脳出血などの脳血管障害（Cerebrovascular disease, CVD）に伴って生じる認知症の総称である。認知症の原因としてはアルツハイマー病（AD, Alzheimer's disease）に次いで2番目に多い。
単一の疾患ではないため、脳血管障害の生じた部位や大きさによって様々な症状を呈しうる。頻度の高い多発性ラクナ梗塞のタイプでは前頭葉機能低下による意欲や自発性の低下、遂行機能障害などが目立つ事が多い。典型的な経過としては、複数回の脳卒中後に階段性に認知機能低下が進行する。運動機能を関わる脳部位に脳卒中が生じた場合、片麻痺や運動失調、歩行障害などが出現する。
診断は臨床症状、病歴、画像所見を総合して行われる。

## 診断基準
最も代表的なVaDの診断基準は1993年に提唱されたNINDS-AIREN診断基準である。これは米国国立神経疾患・脳卒中研究所（NINDS, National Institute of Neurological Disorders and Stroke）とフランスの神経科学研究教育国際協会（AIREN, Association Internationale pour la Recherche et l'Enseignement en Neurosciences）が共同で発表した診断基準である。
他の診断基準としてはWHOによるICD-10、米国精神医学会によるDSM-5、カリフォルニアのAlzheimer病診断・治療センター（ADDTC, Alzheimer's Disease Diagnostic and Treatment Centers）などによるものがある。
これらの診断基準のうち、NINDS-AIRENとADDTCは研究目的で開発されたため操作的定義がより厳密であり特異度が高い一方、ICD-10やDSM-5は実臨床での使用を主眼としているため診断基準がより包括的で、結果としてより多くの患者をVaDとして診断することになる。
また臨床ではHachinskiの虚血スコアも用いられる。これは認知症の原因がVaDによるものか、アルツハイマー病によるものかをスコアリングして評価するためのものである。

## NINDS-AIRENによる分類
1. 多発梗塞性認知症（MID, multi-infarct dementia）
2. 戦略的な部位の単一病変による認知症（strategic single infarct dementia）
3. 小血管病性認知症（SVD, small-vessel disease with dementia）
4. 低灌流性血管性認知症（hypoperfusion）
5. 出血性血管性認知症（hemorrhagic dementia）
6. その他

### 多発梗塞性認知症（MID）
大脳皮質や白質における大小の多発性脳梗塞が原因となる認知症。梗塞巣の容積と認知症発現にはある程度の相関関係があり、容積が50ml以下だと認知症を呈することは稀であるが、100mlを超えると認知症が著しく増加する。経過としては大血管が梗塞することによる急性発症か、あるいは階段状に悪化する。障害される大脳皮質の部位に応じて失語、失行、失認、視空間障害、遂行機能障害、運動麻痺などの症状を伴う。

### 戦略的な部位の単一病変による認知症
記憶に重要機能を持つ部位（戦略的部位）に脳血管障害が生じることで発症する認知症。Papezの回路に含まれる海馬、視床、前脳基底部の他、大脳皮質では角回や内側前頭前皮質がその代表として挙げられる。多発梗塞性認知症とは異なり、小さな単一の脳梗塞でも認知症を呈することがある。

### 小血管病性認知症（SVD）
小血管病性認知症は更にサブタイプに分けられる。脳の深部白質が広汎に脱髄変化を呈している場合はBinswanger病に、多数のラクナ梗塞を呈している場合は多発ラクナ梗塞性認知症と呼ばれる事が多い。ただし多数のラクナ梗塞と脱髄変化は共存することも多いため、明確にこの両者を区別することは難しい。ラクナ梗塞とは小血管（穿通枝）に生じる直径15mm未満の小梗塞を指す。

### 低灌流性血管性認知症
心停止または深刻な低血圧に続発する全脳虚血によって生じる認知症。

### 出血性血管性認知症
脳内出血やくも膜下出血、脳アミロイドアンギオパチーなどの出血性病変による認知症。脳アミロイドアンギオパチーとは小～中サイズの血管の血管壁にアミロイドβが沈着した病態を指す。血管壁が脆弱となるため、多発する皮質下出血や白質の斑状出血など足しな病変の原因となる。なお、脳アミロイドアンギオパチーによる血管性認知症は小血管病性認知症に分類することもある。